# غريغوريو لوبيز-برافو
غريغوريو لوبيز-برافو هو دبلوماسي ومهندس وسياسي إسباني، ولد في 29 ديسمبر 1923 في مدريد في إسبانيا، وتوفي في 19 فبراير 1985 في بلباو في إسبانيا بسبب حوادث الطيران.

## مناصب
- انتخب عضو المحاكم الفرانكوية  [لغات أخرى]‏ خلال فترته النيابية ‏ (11 نوفمبر 1971 – 30 يونيو 1977).
- انتخب عضو المحاكم الفرانكوية  [لغات أخرى]‏ خلال فترته النيابية ‏ (6 نوفمبر 1967 – 12 نوفمبر 1971).
- انتخب عضو المحاكم الفرانكوية  [لغات أخرى]‏ خلال فترته النيابية ‏ (3 يوليو 1964 – 15 نوفمبر 1967).
- انتخب عضو المحاكم الفرانكوية  [لغات أخرى]‏ خلال فترته النيابية ‏ (14 يوليو 1962 – 6 يونيو 1964).
- انتخب عضو المحاكم الفرانكوية  [لغات أخرى]‏ خلال فترته النيابية ‏ (19 ديسمبر 1960 – 18 أبريل 1961).
- انتخب ممثل الجمعية البرلمانية لمجلس أوروبا [الإنجليزية]‏ لترشحه ضمن قائمة إسبانيا، (23 يناير 1978 – 1979).
- في الانتخابات العامة الإسبانية 1977 [الإنجليزية]‏، انتخب عضو مجلس النواب الإسباني  [لغات أخرى]‏ عن دائرة مدريد [الإنجليزية]‏ خلال فترته النيابية  [لغات أخرى]‏ (30 يونيو 1977 – 2 يناير 1979).

## وصلات خارجية
- غريغوريو لوبيز-برافو على موقع مونزينجر (الألمانية)